# Stig Wirde
Stig Ingvar Wirde, född 12 mars 1914 i Norrköping, död 7 januari 1962 i Málaga, var en svensk målare, tecknare och grafiker.
Han var son till provinsialläkaren Gustaf Julius Wirde och Lily Elisabet Lindner och gift första gången 1940 med Vera Kupke och från 1945 med Stina Johansson. Wirde studerade vid Blombergs målarskola 1930–1931 och Otte Skölds målarskola 1933–1934 samt vid Kungliga konsthögskolan 1936–1942. Som akademielev deltog han även i etsningskolan där han handleddes av Emil Johanson-Thor och Harald Sallberg. Han vistades för studier i Paris 1937 och i Danmark 1938–1939 samt senare flera studieresor till Spanien och Frankrike. Wirde gjorde sig först känd som grafiker och hade i unga år en stor produktion av linje- och valöretsningar. 
Efter att han vistats några år i Frankrike köpte han ett hus i bergsbyn Mijas högt ovan den spanska södra kustlinjen där han inrättade en ateljé. Separat ställde han bland annat ut i Norrköping, Borås, Finspång, Katrineholm och på Galerie Æsthetica in Stockholm. Tillsammans med Folke Henell ställde han ut i Linköping 1943 och han medverkade i Sveriges allmänna konstförenings salonger i Stockholm 1938–1950 och i en rad av Östgöta konstförenings utställningar i Norrköping och Linköping. En minnesutställning med hans konst visades i Finspång 1965. 
Hans konst består av bland annat av porträtt och landskapsskildringar från Læsø, Fårö, Öland, Småland, Skåne, Spanien och Sydfrankrike samt illustrationer och teckningar. Som illustratör illustrerade han bland annat Artur Engströms Utflyktståg 1951, Norrköpings Tidningars jubileumsdeckare 1958 samt en serie gastronomiska kåserier av Dani Liebenfeld i Norrköpings Tidningar. Han var en av initiativtagarna till bildandet av Finspångs konstförening där han var ordförande 1948–1953. Wirde är representerad vid Moderna museet, Norrköpings Konstmuseum och Östergötlands museum.